# Liste du patrimoine immobilier classé d'Anderlues
Cette page regroupe l'ensemble du patrimoine immobilier classé de la commune belge d'Anderlues.
| Objet                        | Année de construction / Architecte | Adresse           | Section communale | Coordonnées                      | Numéro d’inventaire | Illustration                 |
| ---------------------------- | ---------------------------------- | ----------------- | ----------------- | -------------------------------- | ------------------- | ---------------------------- |
| L'église Saint-Médard : tour |                                    | Place Paul Pastur | Anderlues         | 50° 24′ 27″ nord, 4° 16′ 12″ est | 56001-CLT-0001-01   | L'église Saint-Médard : tour |